# Doljani (Daruvar)
Pour les articles homonymes, voir Doljani.
Doljani est un village appartenant à la municipalité de Daruvar et situé dans le comitat de Bjelovar-Bilogora en Croatie. En 2021, le village compte 676 habitants.